# Жан-Батіст-Каміль Коро
Жан-Батіст-Каміль Коро (фр. Jean-Baptiste Camille Corot; 16 липня 1796, Париж — 22 лютого 1875, Париж) — французький живописець, один із засновників французького реалістичного пейзажу XIX століття. В 1822–1824 роках навчався в А. Мішаллона та В. Бертена, в 1825–1828, 1834 й 1843 бував в Італії. Коро працював з натури, що зближує його з барбізонською школою. Каміль Коро відомий також як майстер малюнка й офорта.

## Вибрані твори
- «Вид Колізею» (1826, Лувр)
- «Гомер і пастухи» (1845, Музей в Сен-Ло)
- «Спогад про Мортефонтен» (1864, Лувр)
- «Порив вітру» (1865—70, Музей образотворчих мистецтв ім. О. С. Пушкіна, Москва)
- «Жінка з перлиною» (1868—70, Лувр)
- «Вершник у лісі» (Зібрання (колекція) образотворчого мистецтва Градобанку)
- «Літній день» (Зібрання (колекція) образотворчого мистецтва Градобанку)

## Галерея

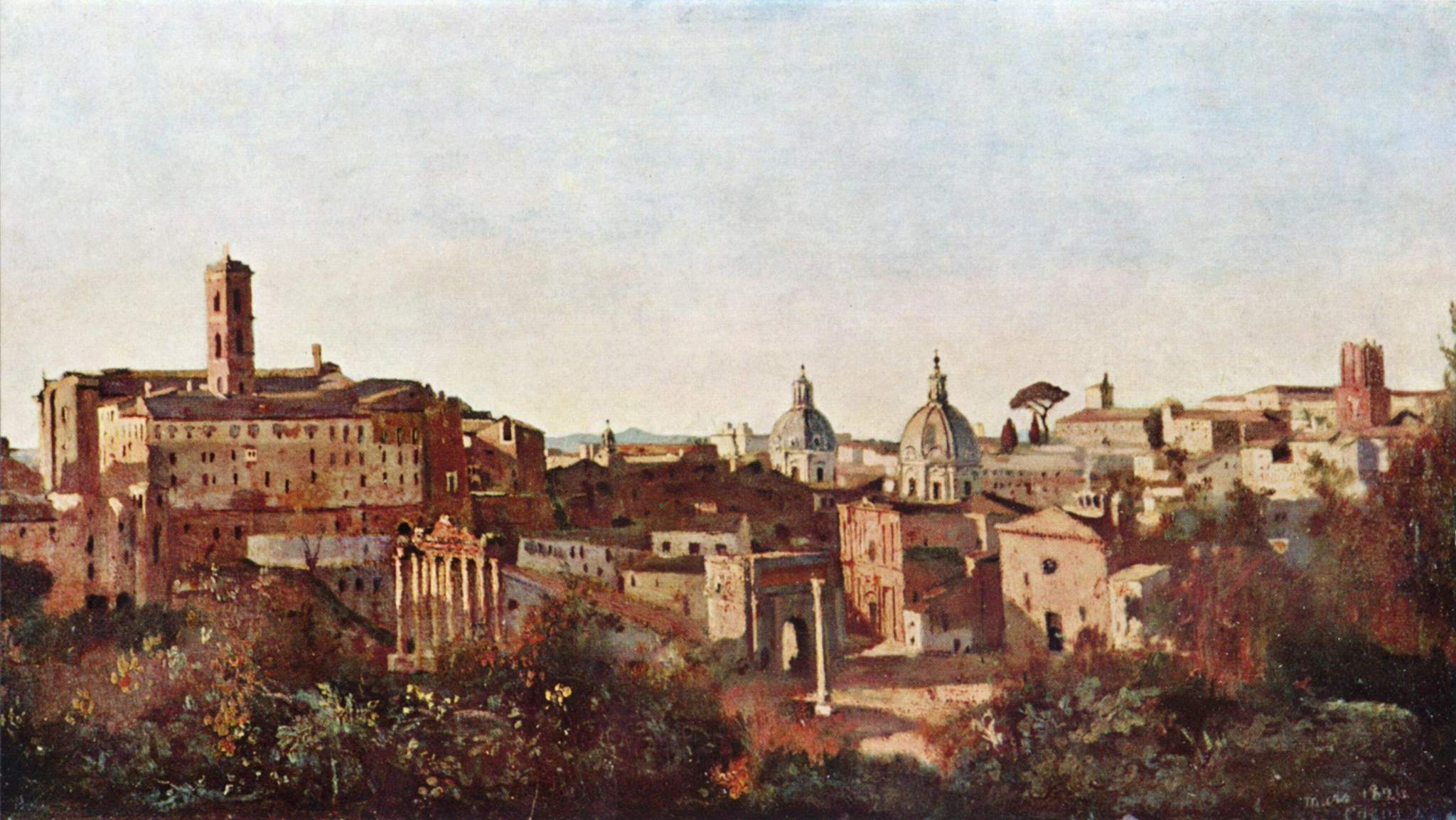
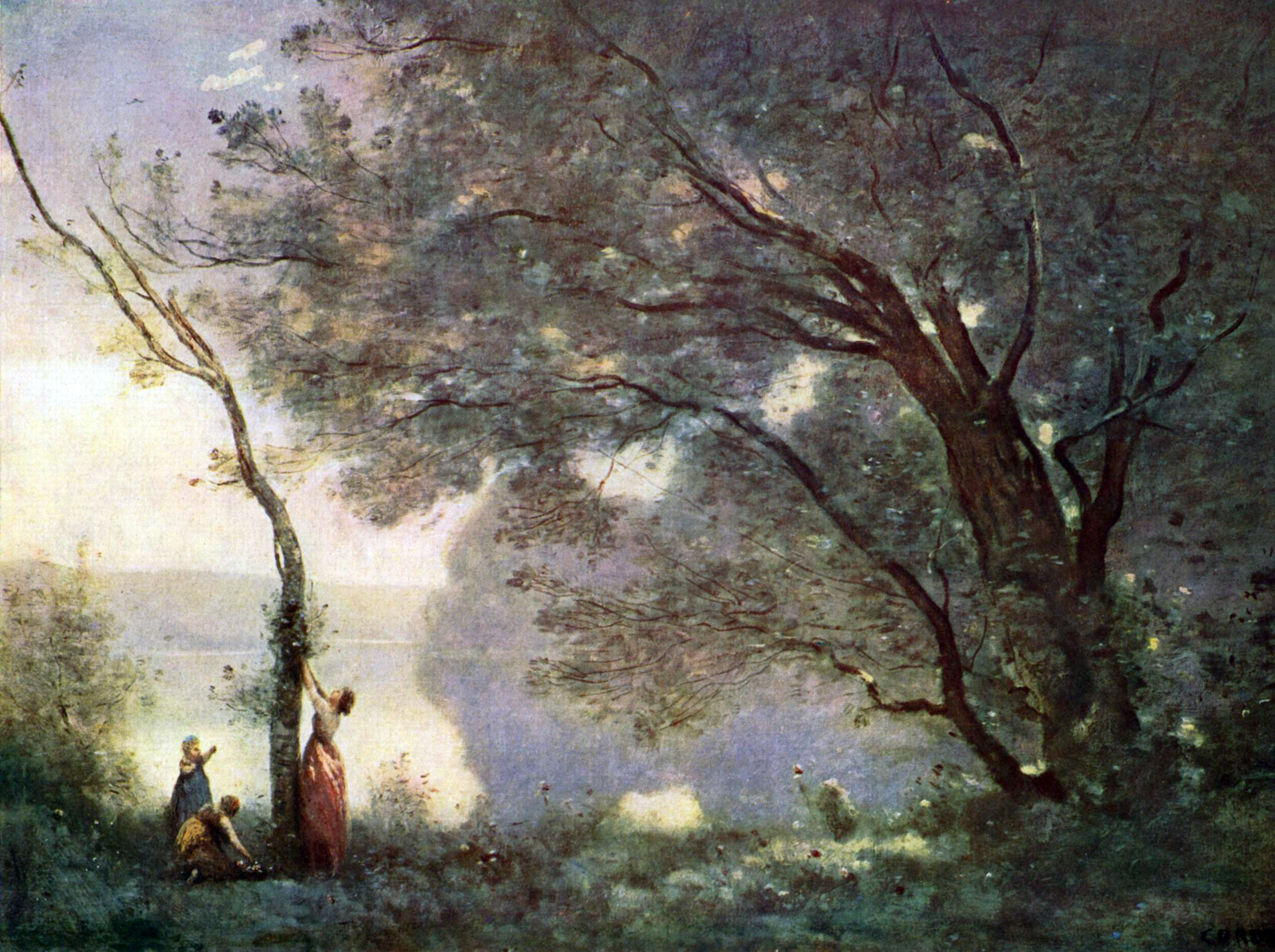
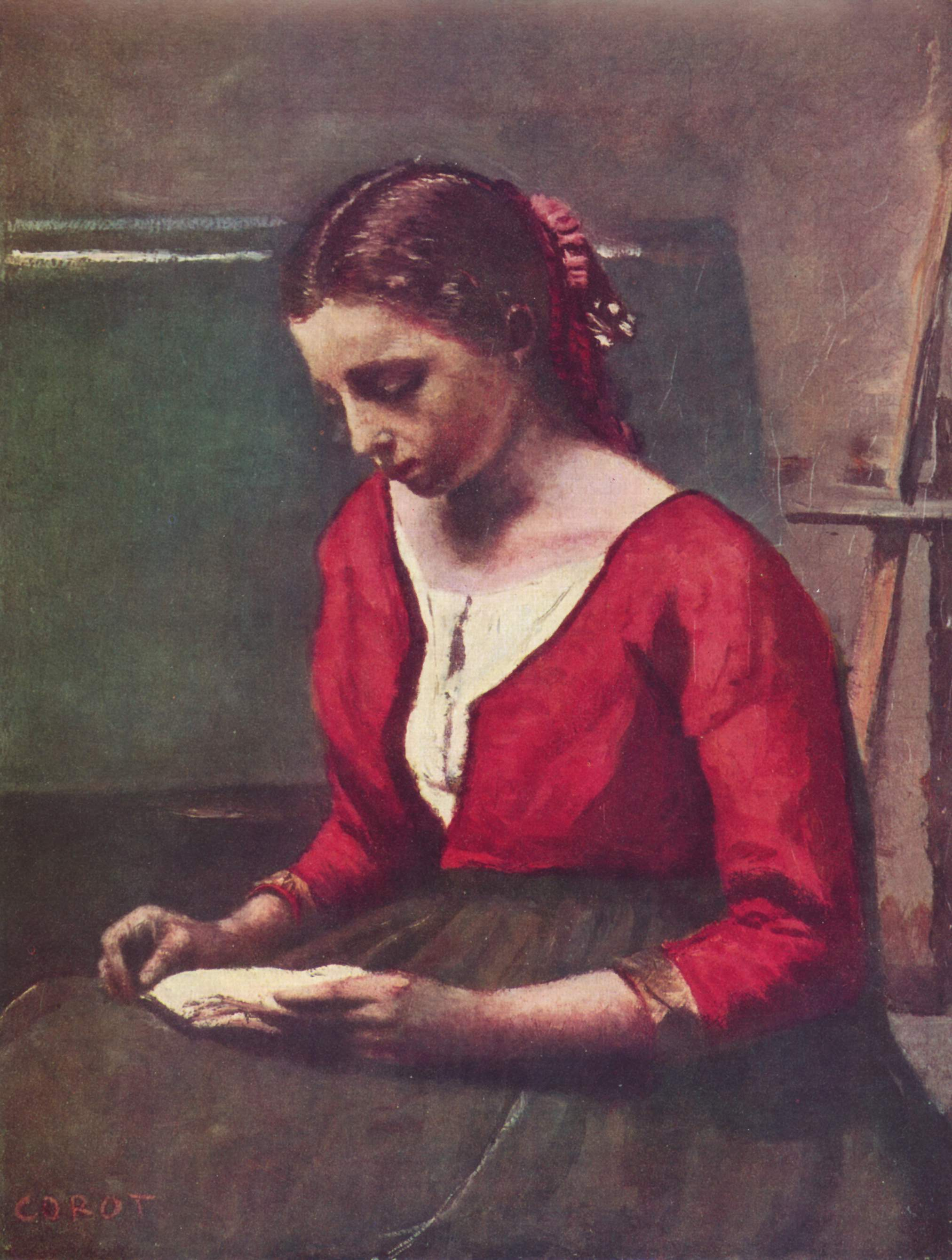
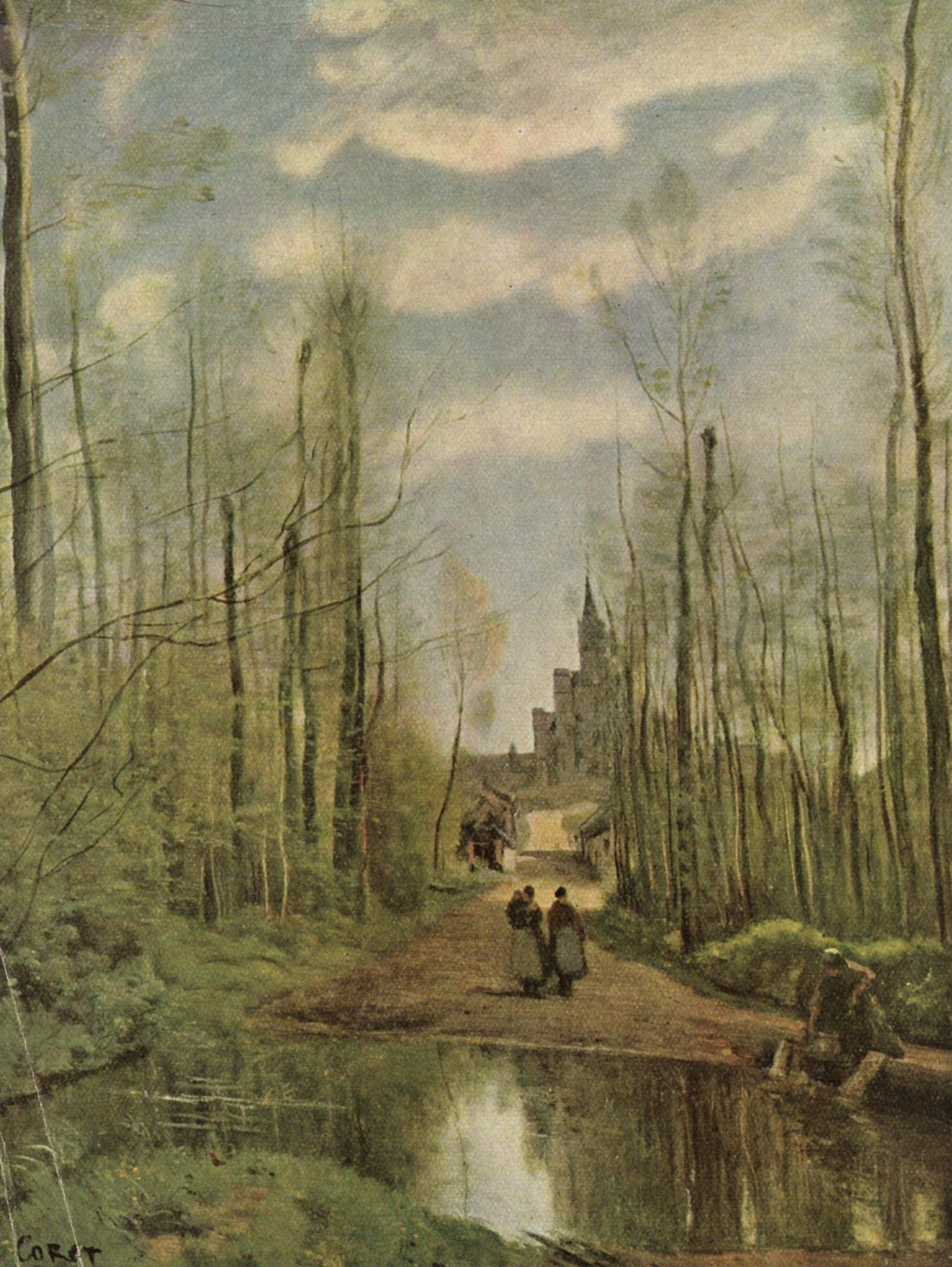
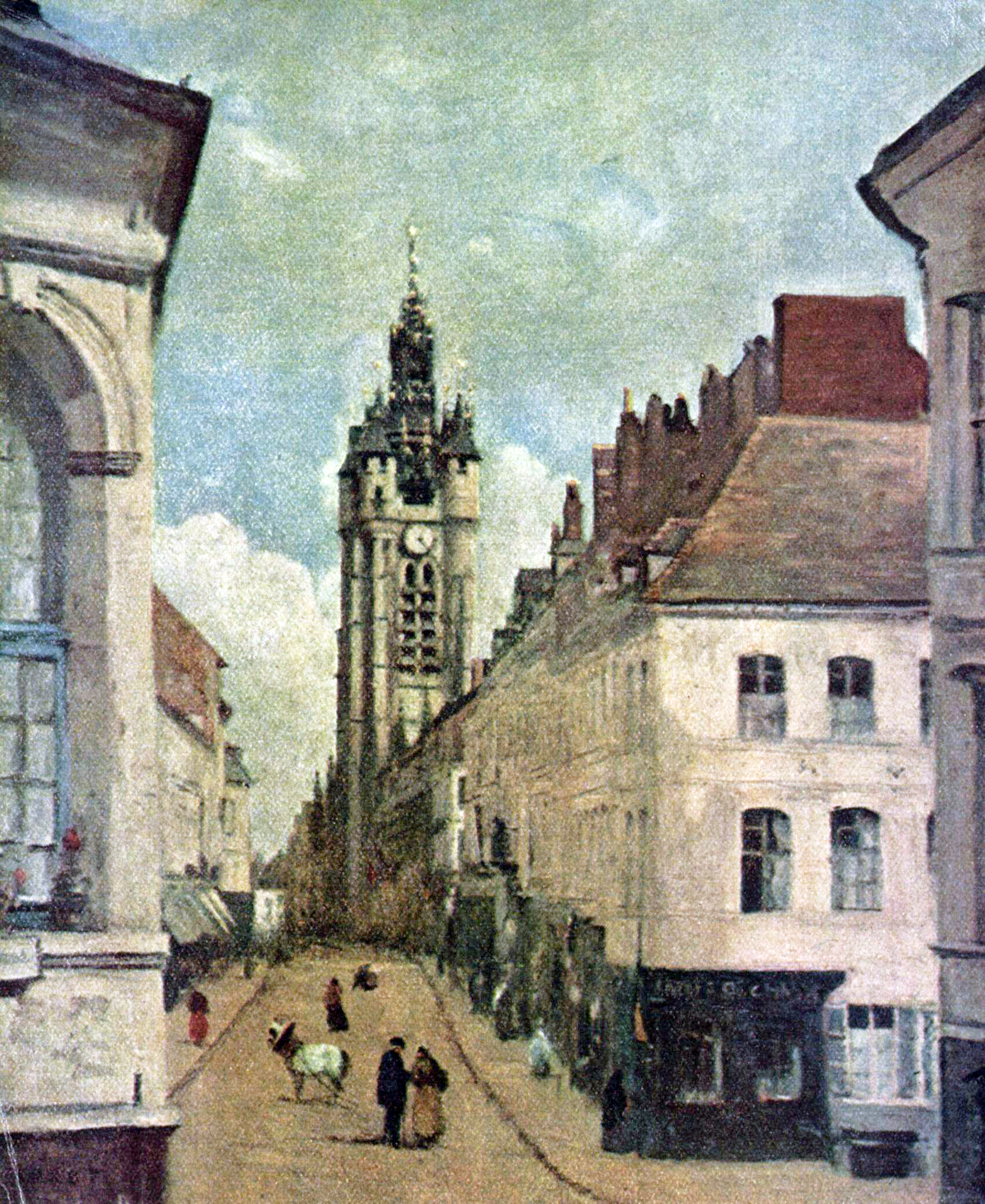
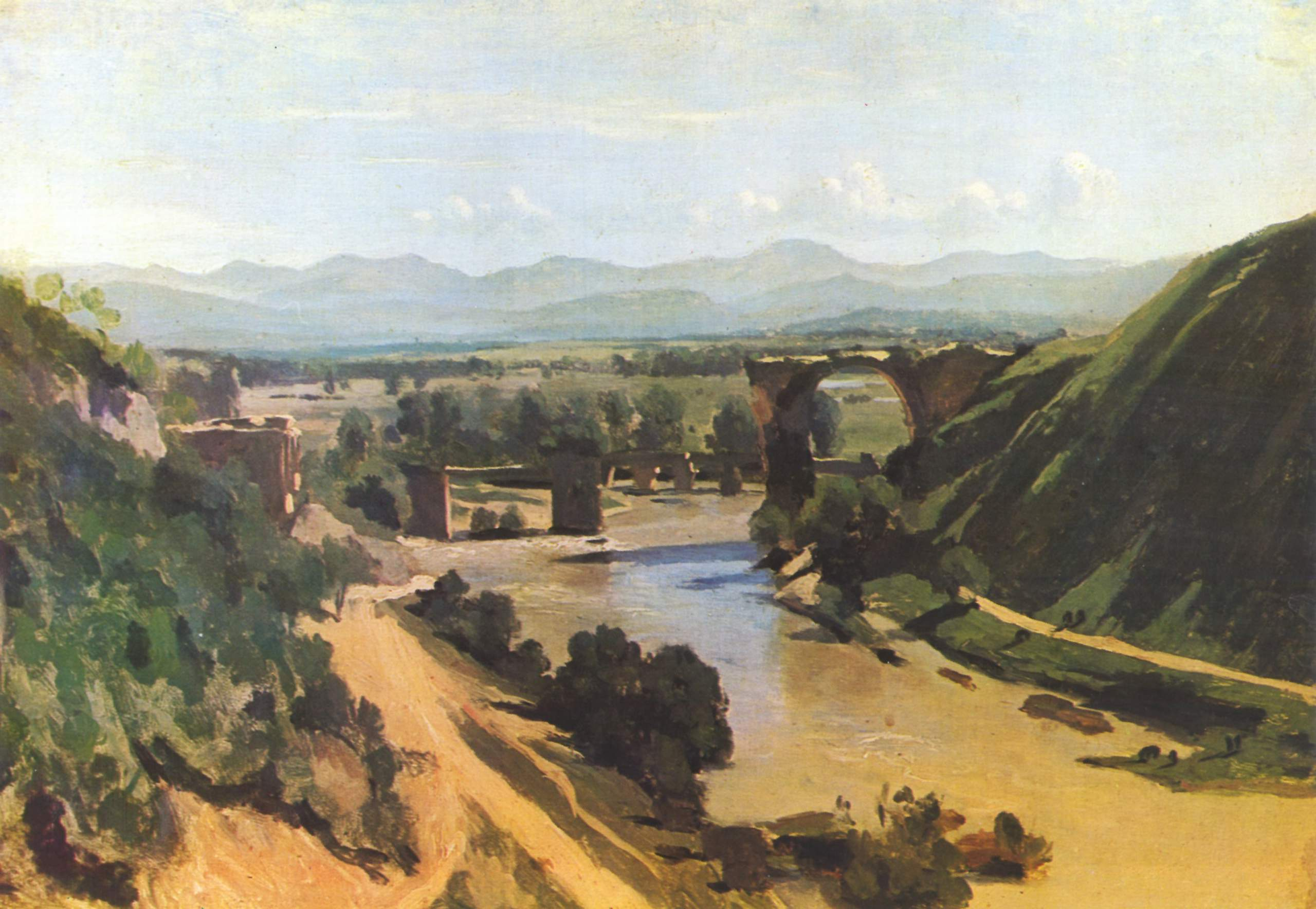
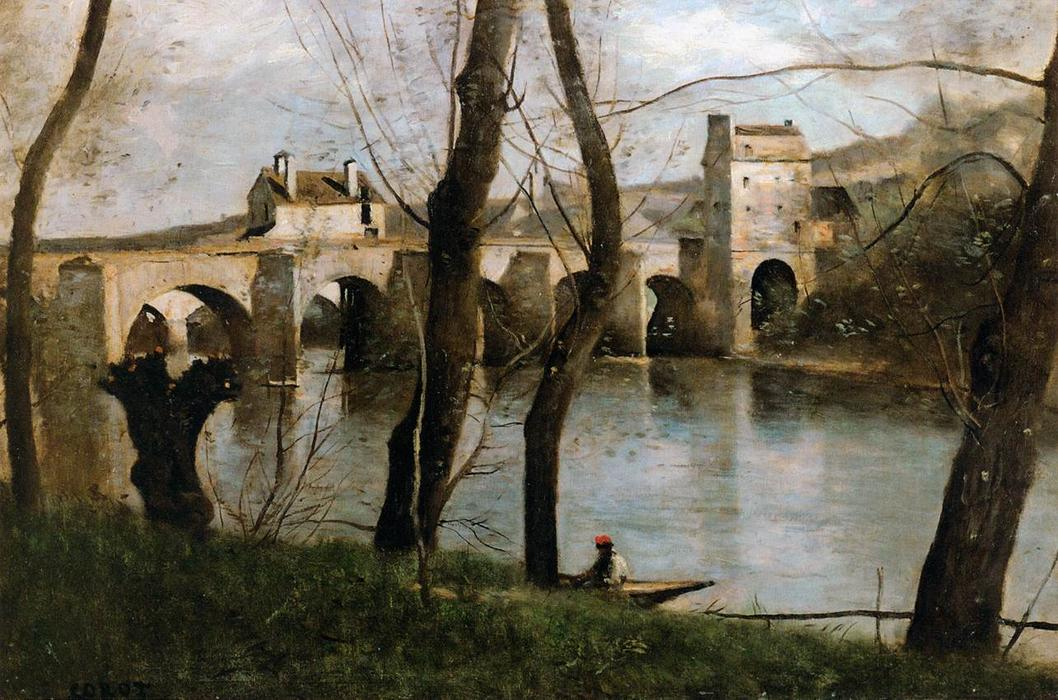
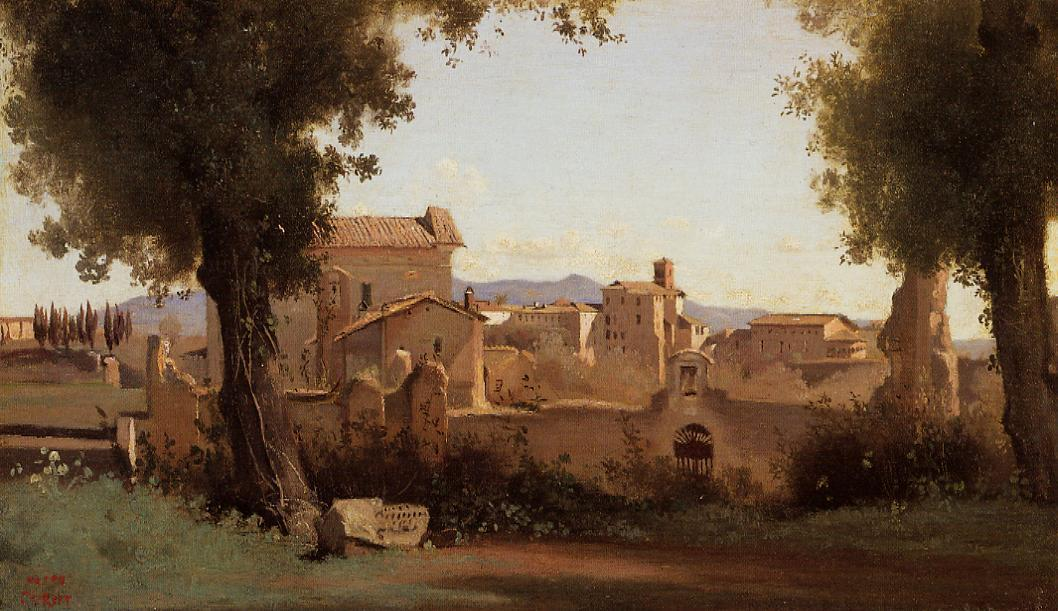
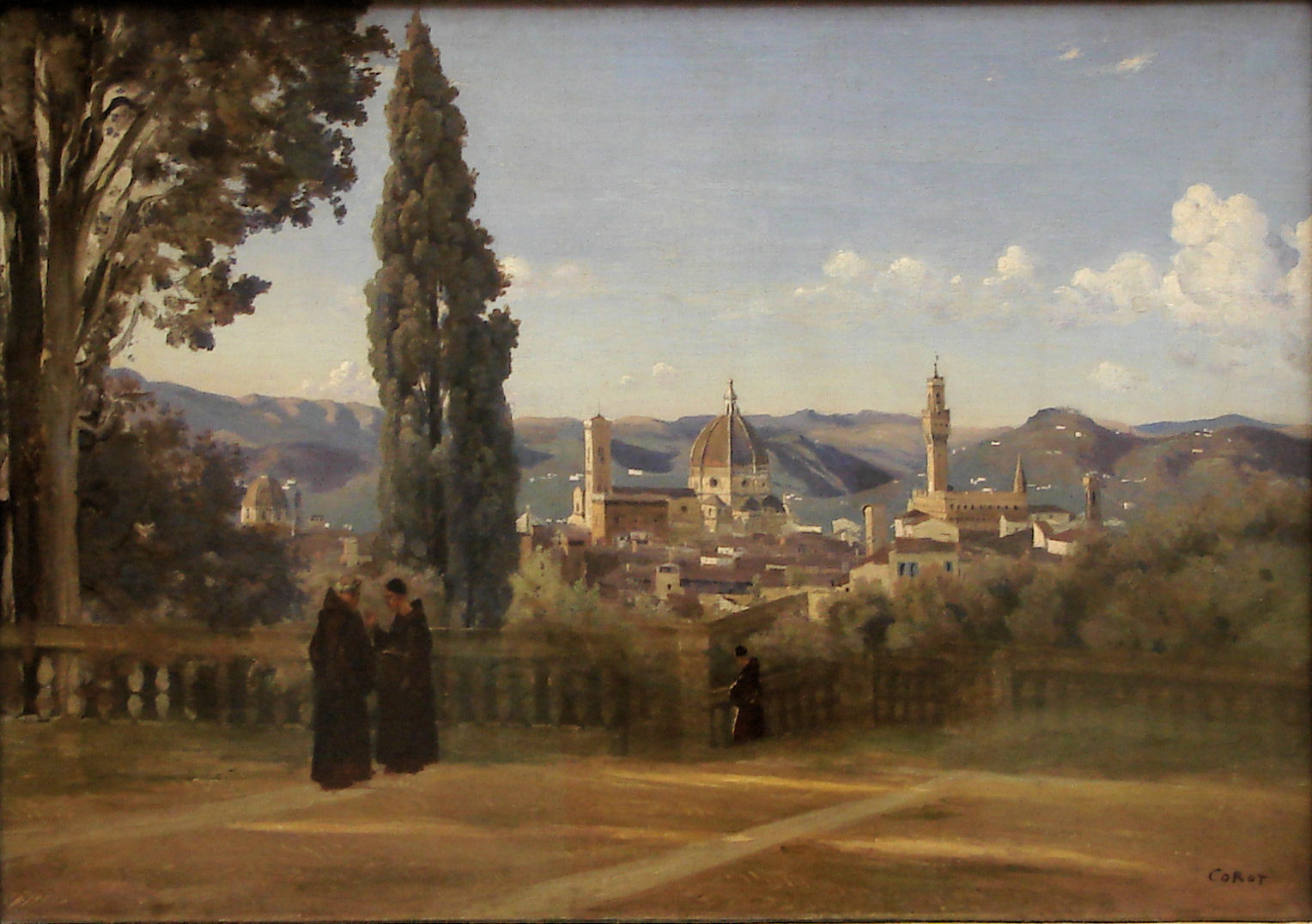
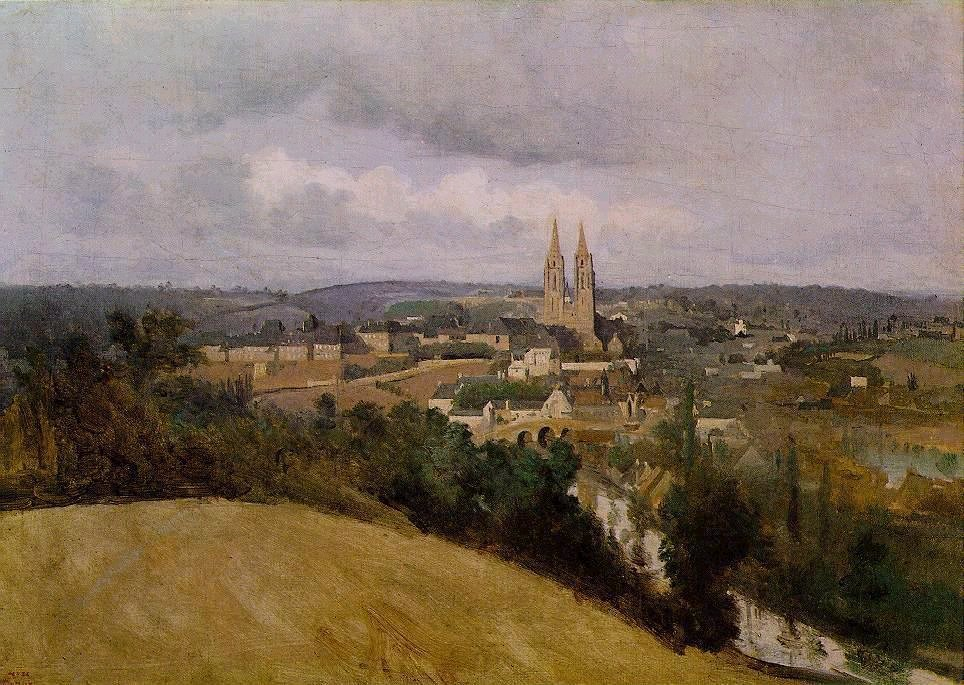
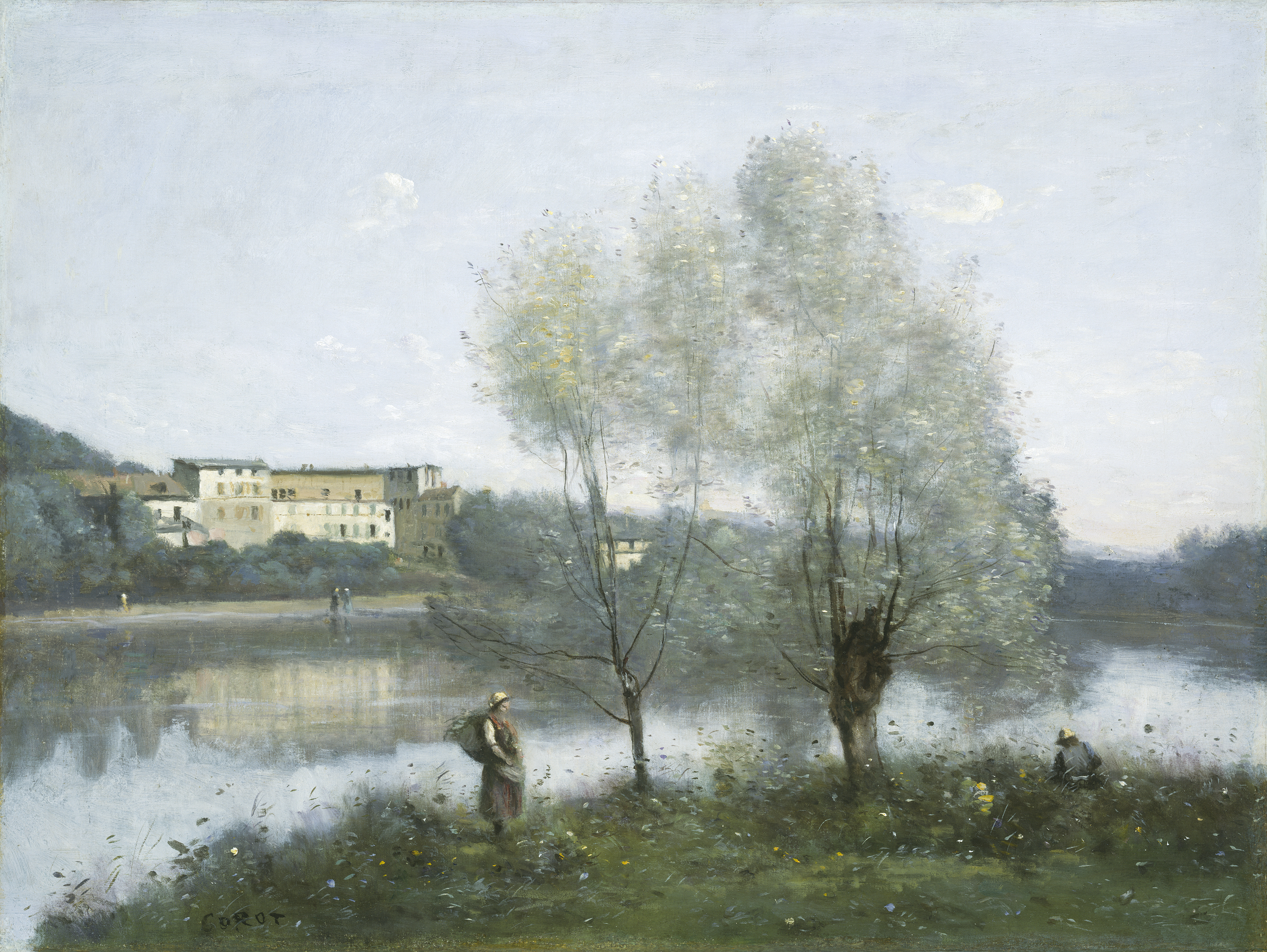
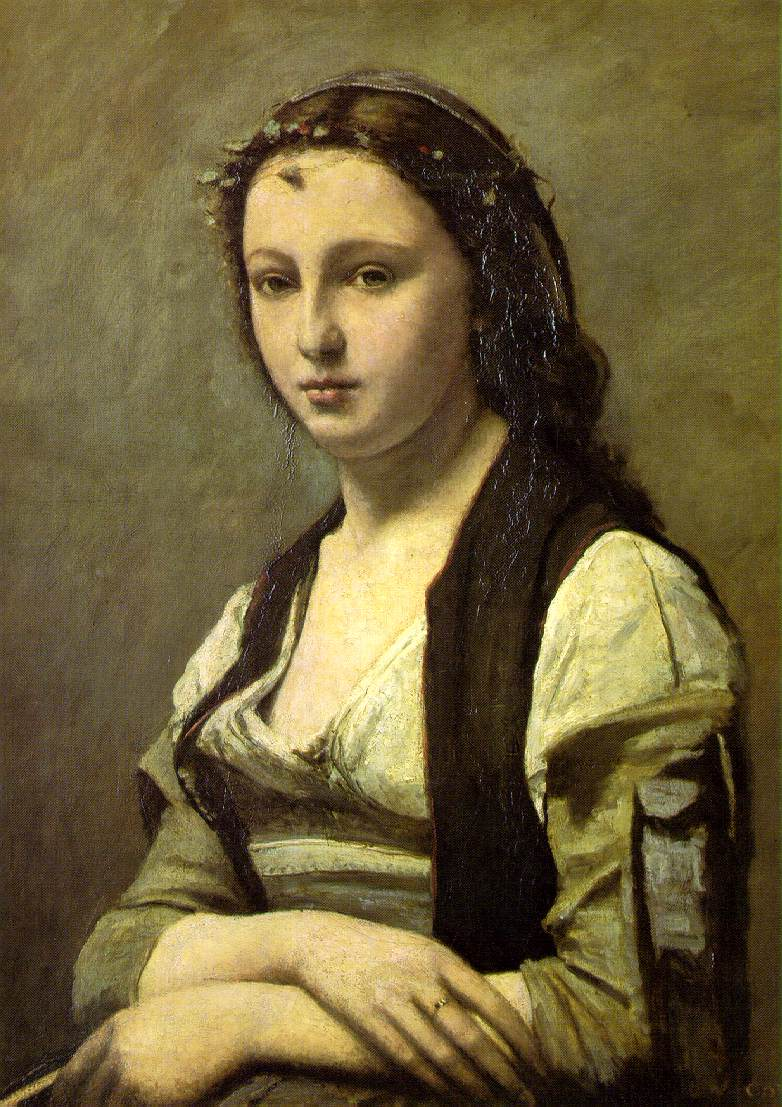